# 錦川鉄道錦川清流線
錦川清流線（にしきがわせいりゅうせん）は、山口県岩国市の川西駅から同市の錦町駅に至る錦川鉄道の鉄道路線である。
本稿では、前身となる（旧）国鉄・西日本旅客鉄道（JR西日本）岩日線（がんにちせん）ならびに未成線区間である岩日北線（がんにちきたせん）についても記す。

## 概要
錦川清流線は1987年（昭和62年）に（旧）国鉄特定地方交通線の岩日線を転換して開業した。施設上は西日本旅客鉄道（JR西日本）岩徳線の川西 - 柱野間にある森ヶ原信号場が起点でそこから分岐している。2006年（平成18年）3月20日に（旧）岩国市・錦町・美川町などが合併し、新たに岩国市が発足したことにより、全線が岩国市内となった。ほぼ全線が錦川沿いを通っており、路線名はそれに因んでいる。
元々岩日線は山陽本線 岩国駅と山口線 日原駅（島根県鹿足郡津和野町）を結ぶ陰陽連絡鉄道の一つとして計画されたものであり、「岩日線」の名称も「岩国」と「日原」の頭文字を取ったものであった。1963年に錦町駅まで開業したが国鉄再建法施行により特定地方交通線の第二次廃止対象路線に指定され、以北の建設を凍結（後述）、開業済み区間は第三セクター鉄道に転換された。山口県で唯一の第三セクター鉄道であり、なおかつ山口県で唯一のJR以外の鉄道路線でもある。

### 路線データ
- 管轄（事業種別）：錦川鉄道（第一種鉄道事業者）
- 路線距離（営業キロ）：32.7km
- 軌間：1067mm
- 駅数：13駅（起終点駅と清流みはらし駅含む）
- 複線区間：なし（全線単線）
- 電化区間：なし（全線非電化）
- 閉塞方式：自動閉塞式（川西 - 北河内間）、特殊自動閉塞式（北河内 - 錦町間）
- 最高速度：80km/h[1]

## 運行形態
すべての列車が岩徳線に乗り入れ、岩国駅 - 錦町駅間で運行されている。運行本数は1日10往復で、3時間以上間隔が空く時間帯もある。ワンマン運転を実施している。

## 車両
1987年の錦川鉄道転換後は、NT2000形気動車が使用されていた。2007年からNT3000形気動車の運行が開始され、2008年にNT2000形の運行が終了した。

### 国鉄時代の車両
旅客車はディーゼルカーが使用されていた。貨物列車は河山駅より大竹駅まで硫化鉱石を輸送するためC11形蒸気機関車が使用されていたが、無煙化されてDD13形ディーゼル機関車に変わった。

## 歴史
改正鉄道敷設法別表第96号「山口県岩国ヨリ島根県日原ニ至ル鉄道」の一部にあたる。
開業時から乗客数の少なさが予想されており、国鉄職員が配置されていた駅は貨物需要が見込まれていた河山駅のみ。錦町駅も日本交通観光（後のJR西日本広島メンテック）への委託駅であった。川西 - 河山間では開業時に実キロの1.5倍の擬制キロを採用し割増運賃が適用されたが、1961年5月に国鉄新線建設に対し補助金が出ることになったため擬制キロによる割増運賃は廃止された。
- 1960年（昭和35年）11月1日 - 国鉄岩日線として川西 - 森ヶ原信号場 - 河山間 (27.9 km) が開業[2]。御庄駅、南河内駅、北河内駅、椋野駅、南桑駅、根笠駅、河山駅開業[5]。
  - 岩日線の開業に伴い、国鉄バス岩日自動車線を岩益線と改称[6]。
- 1963年（昭和38年）10月1日 - 河山 - 錦町間 (4.8 km) が延伸開業（旅客営業のみ）[2]。柳瀬駅、錦町駅開業。
- 1965年（昭和40年）11月1日 - 自動列車停止装置（ATS-S）の使用開始[6]。
- 1967年（昭和42年）4月 - 蒸気機関車の運転を終了[7]。
- 1971年（昭和46年）3月1日 - 行波仮乗降場開業。
- 1974年（昭和49年）10月1日 - 川西 - 河山間の貨物営業廃止。
- 1984年（昭和59年）6月22日 - 第2次特定地方交通線として廃止承認。
- 1986年（昭和61年）11月14日 - 第三セクター鉄道への転換を決定[2]。
- 1987年（昭和62年）
  - 4月1日 - 国鉄分割民営化により西日本旅客鉄道が承継。行波仮乗降場を行波駅に格上げ。
  - 7月25日 - JR岩日線廃止、錦川鉄道錦川清流線開業（転換）[2]。
- 1991年（平成3年）3月16日 - 北河内 - 錦町間で特殊自動閉塞式使用開始[8][9]。
- 1993年（平成5年）3月18日 - 守内かさ神駅開業[10]。
- 2013年（平成25年）3月16日 - 御庄駅を清流新岩国駅に改称[11]。
- 2018年（平成30年）
  - 7月6日 - 平成30年7月豪雨により、全線不通となる[12]。
  - 7月18日 - 北河内駅 - 錦町駅間で運転再開。岩国駅 - 北河内駅間はバス代行を開始[13]。
  - 8月27日 - 全線で運転再開[14]。
- 2019年（平成31年）3月19日 - 南桑駅 - 根笠駅間に清流みはらし駅が開業[15]。イベント臨時列車のみが停車する[15]。

## 駅一覧
- 全駅山口県岩国市に所在。
- 線路 … ◇：列車交換可能、｜：列車交換不可。
- （臨）：臨時駅
- 累計営業キロは川西駅からのもの。

| 路線名               | 駅名         | 駅間 営業キロ | 累計 営業キロ                           | 接続路線・備考                                             | 線路 |
| -------------------- | ------------ | ------------- | --------------------------------------- | ---------------------------------------------------------- | ---- |
| 岩徳線               | 岩国駅       | -             | 5.6                                     | 西日本旅客鉄道： ■山陽本線（広島方面（JR-R16）・柳井方面） | ｜   |
| 岩徳線               | 西岩国駅     | 3.7           | 1.9                                     |                                                            | ◇    |
| 岩徳線               | 川西駅       | 1.9           | 0.0                                     | 西日本旅客鉄道：■岩徳線（徳山方面）                        | ｜   |
| 岩徳線               | 森ヶ原信号場 | -             | (1.9)                                   | （岩徳線との実際の分岐点）                                 | ｜   |
| 錦川鉄道錦川清流線   | 森ヶ原信号場 | -             | (1.9)                                   | （岩徳線との実際の分岐点）                                 | ｜   |
| 清流新岩国駅         | 3.9          | 3.9           | 西日本旅客鉄道： 山陽新幹線（新岩国駅） | ｜                                                         |      |
| 守内かさ神駅         | 1.5          | 5.4           |                                         | ｜                                                         |      |
| 南河内駅             | 3.2          | 8.6           |                                         | ｜                                                         |      |
| 行波駅               | 2.6          | 11.2          |                                         | ｜                                                         |      |
| 北河内駅             | 2.7          | 13.9          |                                         | ◇                                                          |      |
| 椋野駅               | 3.8          | 17.7          |                                         | ｜                                                         |      |
| 南桑駅               | 3.1          | 20.8          |                                         | ｜                                                         |      |
| （臨）清流みはらし駅 | 1.7          | 22.5          | イベント列車のみ停車                    | ｜                                                         |      |
| 根笠駅               | 1.0          | 23.5          |                                         | ｜                                                         |      |
| 河山駅               | 4.4          | 27.9          |                                         | ｜                                                         |      |
| 柳瀬駅               | 3.1          | 31.0          |                                         | ｜                                                         |      |
| 錦町駅               | 1.7          | 32.7          |                                         | ｜                                                         |      |

## 岩日北線
（旧）岩日線のうち、錦町駅から日原駅までの区間については日本鉄道建設公団が岩日北線として1967年11月19日から建設が行われていたが、同駅以南の特定地方交通線指定に伴って建設が凍結された。
このうち錦町から六日市（島根県鹿足郡吉賀町）までの区間は大半の路盤が完成していた。この路盤の有効活用策として、（旧）錦町により錦町駅から雙津峡温泉近くの周防深川付近までは「岩日北線記念公園」として整備され、2002年からタイヤ付き遊覧車（愛称：とことこトレイン）が運行されている。錦町駅すぐ北の広瀬トンネル内は蛍光石とブラックライトを用いたイルミネーションが施され、「きらら夢トンネル」の名称がつけられている。「とことこトレイン」の終点となっている雙津峡温泉駅は、山口県岩国市錦町深川2343付近に所在する。
なお、この遊覧車の運行は、（旧）錦町（現在の岩国市錦総合支所）から錦川鉄道への委託によるものであるが、鉄道事業法に基づく鉄道事業ではなく岩日北線記念公園の「園路」内を走行する遊具としての位置づけで運行されている。運行期間は3月から11月の土日祝日と、春休み・夏休み中のみ（団体客向けには随時運行）。
周防深川駅 - 高根口駅間にある第3須川トンネルは、現在防災科学技術研究所の錦地震観測施設として活用されている。
六日市駅付近は道の駅むいかいち温泉が建設されており、六日市トンネル（高根口 - 六日市間）から六日市温泉にかけては遊歩道として整備されている。

### 設置予定駅
接続路線の事業者名・所在地は建設中止時のもの。
| 駅名       | 接続路線             | 所在地 | 所在地                 |
| ---------- | -------------------- | ------ | ---------------------- |
| 錦町駅     | 日本国有鉄道：岩日線 | 山口県 | 錦町（現：岩国市）     |
| 出市駅     |                      | 山口県 | 錦町（現：岩国市）     |
| 周防深川駅 |                      | 山口県 | 錦町（現：岩国市）     |
| 下須川駅   |                      | 山口県 | 錦町（現：岩国市）     |
| 高根口駅   |                      | 山口県 | 錦町（現：岩国市）     |
| 六日市駅   |                      | 島根県 | 六日市町（現：吉賀町） |
| 七日市駅   |                      | 島根県 | 六日市町（現：吉賀町） |
| 柿木駅     |                      | 島根県 | 柿木村（現：吉賀町）   |
| 日原駅     | 日本国有鉄道：山口線 | 島根県 | 日原町（現：津和野町） |